# Imre Gábor
Imre Gábor (n. 9 mai 1958, Ghelința, Covasna) este un politician maghiar din România, de profesie inginer. La alegerile locale din 2008 a fost candidatul propus de UDMR pentru fotoliul de primar al municipiului Brașov.

## Activitatea politică
La alegerile locale din 2004 a fost ales în funcția de consilier local din partea UDMR. În cadrul Consiliului Local Brașov a fost președintele comisiei de organizare a teritoriului, dezvoltare urbanistică și conservare a monumentelor istorice și de arhitectură.
Pe lista UDMR pentru alegerile europarlamentare din 2007 a ocupat poziția nr. 40.